# Le Prix de vertu
Pour plus de détails, voir Fiche technique et Distribution.
Le Prix de vertu est un court métrage muet français réalisé par Albert Capellani, sorti en 1911.

## Fiche technique
- Titre : Le Prix de vertu
- Réalisation : Albert Capellani
- Scénario : d'après l'œuvre de René Brunschwick et Auguste Barthélémy
- Photographie :
- Montage :
- Producteur :
- Société de production : Société cinématographique des auteurs et gens de lettres (S.C.A.G.L.)
- Société de distribution :  Pathé Frères
- Pays de production :  France
- Langue : film muet avec les intertitres en français
- Format : Noir et blanc — 35 mm — 1,33:1 —  Muet
- Genre : Comédie
- Métrage : 225 mètres
- Durée : 7 minutes 30
- Date de sortie :
  - France : 28 avril 1911

## Distribution
- Germaine Reuver : Gotte
- Georges Tréville : Grégoire, le tambour de ville
- Pâquerette
- Gaston Sainrat
- Andrée Marly
- Gabrielle Lange
- Gabrielle Chalon
- Bach
- Sémery
- Foucher
- Madame Blémont
- Fred
- Candieu
- Desgrez
- Faivre fils
- Albert Briant
- Madame Steyaert
- Paul Polthy
- Fromet